# Porfirio Rubirosa
Porfirio Rubirosa Ariza (22. ledna 1909 San Francisco de Macorís, Dominikánská republika – 5. července 1965 Paříž, Francie) byl dominikánský diplomat, automobilový závodník, voják a hráč póla. Byl podporovatelem diktátora Rafaela Trujilla a za jeho režimu byl podezřelý z účasti na politické vraždě.
Rubirosa se proslavil jako playboy a vyznavač nákladného životního stylu. Byl pětkrát ženatý a dvě z jeho manželek byly ve své době nejbohatšími ženami světa.

## Raný život
Porfirio Rubirosa se narodil v dominikánském San Franciscu de Macorís jako třetí a nejmladší dítě kreolské rodiny vyšší střední třídy. Jeho prarodiče z otcovy strany měli katalánské a italské předky. Dědeček z matčiny strany pocházel z místní elity.
Jeho otec, rovněž sukničkář, se stal diplomatem. Po působení v St. Thomas byl v roce 1915 jmenován vedoucím dominikánského velvyslanectví v Paříži. Rubirosa tak vyrůstal zde a v 17 letech se vrátil do Dominikánské republiky studovat práva. Brzy ale narukoval do armády.

## Diplomat
V roce 1931 se Rubirosa setkal s Rafaelem Trujillem. Trujillo z něj udělal poručíka své prezidentské gardy. Jejich vztah trval s různými výkyvy po celý život. V roce 1932 si vzal Trujillovu nejstarší dceru Flor de Oro. V roce 1936 se Rubirosa stal diplomatem Dominikánské republiky.
V této roli byl vysílán na ambasády, nejprve do Berlína (během olympijských her 1936) a brzy do Paříže, kde trávil většinu času; sloužil také na velvyslanectvích ve Vichy, Buenos Aires, Římě, Havaně (byl svědkem kubánské revoluce) a Bruselu. Byl častým návštěvníkem New Yorku, Washingtonu, Floridy a Kalifornie. Rubirosa se pohyboval mezi bohatými a slavnými, navazoval kontakty.
Rozvod s Trujillovou dcerou v roce 1938, alespoň navenek, vztah prezidenta k Rubirosovi zřejmě příliš neovlivnil. Když jeho eskapády vzbudily příliš velkou pozornost, Trujillo ho z některé funkce propustil nebo přesunul na jiné místo. Trujillo si byl vědom, čím je Rubirosa pro jeho režim přínosem: "Ve své práci je dobrý, protože se líbí ženám a je úžasný lhář."
Po zavraždění Trujilla 30. května 1961 Rubirosa podporoval jako nástupce jeho syna Ramfise. Pokoušel se přesvědčit Johna F. Kennedyho, aby pomohl jeho vládě. Když Ramfis a jeho rodina uprchli z Dominikánské republiky, Rubirosova kariéra skončila. Dne 2. ledna 1962 ho Státní rada odvolala z jeho funkce „inspektora velvyslanectví“. Poté, co ztratil diplomatickou imunitu, byl vyslýchán prokurátorem v New Yorku ohledně zmizení Trujillových oponentů Sergia Bencosmeho v roce 1935 a Jesuse Galíndeze v roce 1956, nebyl však obviněn.
Jeho život bývá spekulanty považován za jeden ze zdrojů inspirace Iana Fleminga pro postavu Jamese Bonda, což autor odmítl.

## Osobní život

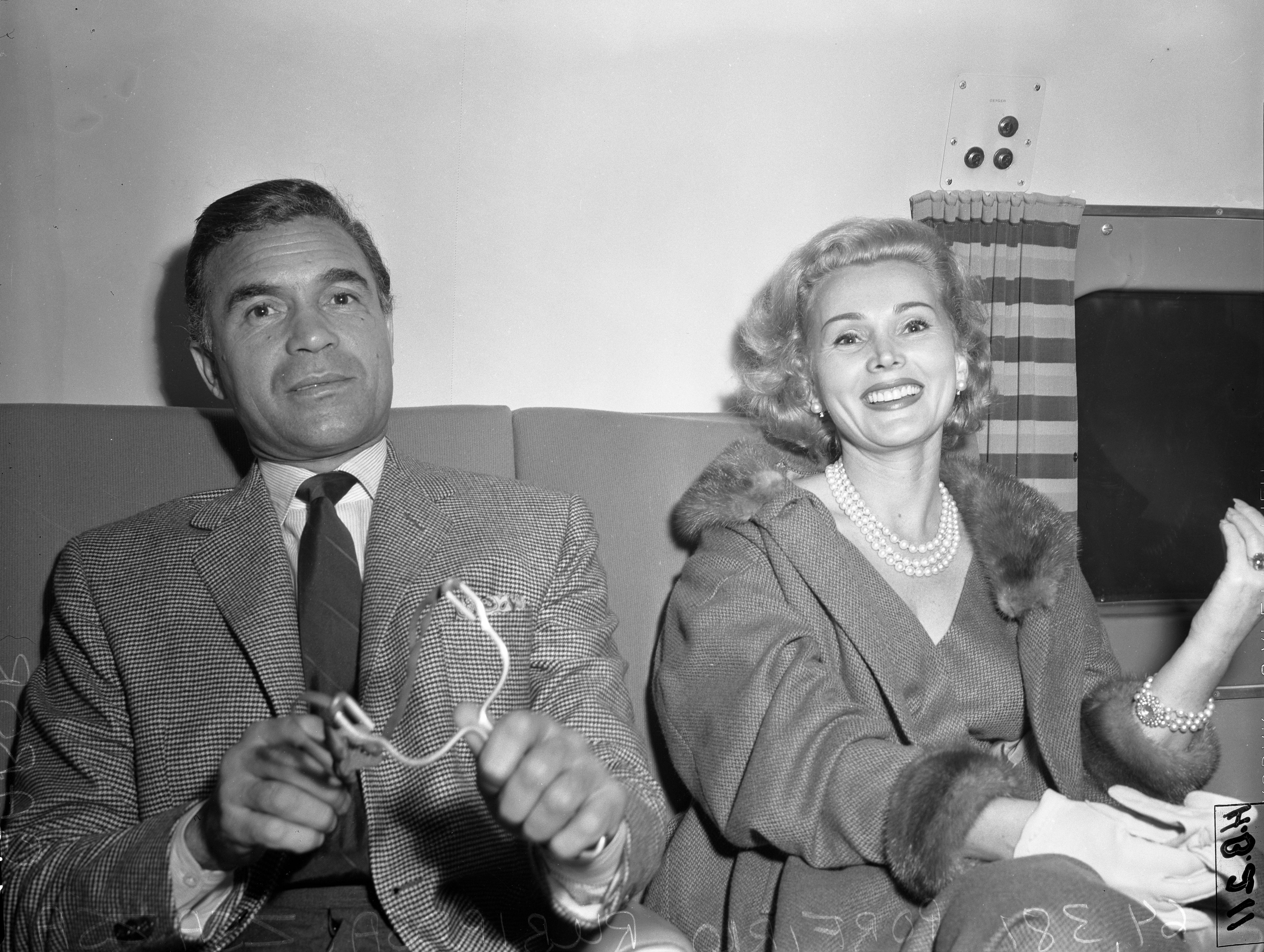
Zsa Zsa Gabor a Porfirio Rubirosa, cca 1954

Mezi Rubirosovy přítelkyně patřily mj. Dolores del Río, Eartha Kitt, Marilyn Monroe, Ava Gardner, Maria Montez, Rita Hayworth, Soraja Esfandiáry, Joan Crawford, Veronica Lake, Judy Garland, Kim Novak, Eva Perón nebo Amália Rodrigues.
Rubirosa byl pětkrát ženat, ale neměl žádné děti. Jeho manželkami byly:
- Flor de Oro Trujillo, nejstarší dcera Rafaela Trujilla,1932–1937
- Danielle Darrieux, francouzská herečka, 1942–1947
- Doris Duke, americká dědička, 1947–1951; při vypořádání získal alimenty (25 000 dolarů ročně až do nového sňatku), rybářskou flotilu u Afriky, několik sportovních vozů, přestavěný bombardér B-25 a dům ze 17. století v Paříži.[12]
- Barbara Hutton, americká dědička, 1953–1954; při vypořádání dostal kávovou plantáž v Dominikánské republice, další B-25, poníky na pólo, šperky a 2,5 milionu dolarů.[13]
- Odile Rodin, francouzská herečka, 1956–1965

## Pólo a automobilové závody
Po druhé světové válce se Rubirosa zabýval dvěma hlavními vášněmi, pólem a automobilovými závody, drahými sporty, které v dalších letech podporovaly jeho manželky. Vedl svůj vlastní tým póla Cibao-La Pampa. Vlastnil řadu Ferrari. Svůj první závod 24 hodin Le Mans jel v červnu 1950 s Pierrem Leygoniem. Druhý závod, s Innocentem Baggiem, pak o čtyři roky později; ani jednou však závod nedokončil.

## Smrt
Rubirosa zemřel ráno 5. července 1965 ve věku 56 let, když po oslavě vítězství v pólu v Coupe de France v pařížském nočním klubu "Jimmy's" narazil svým stříbrným kabrioletem Ferrari 250 GT do stromu v Bois de Boulogne. Je pohřben na Cimetière de Marnes la Coquette v Paříži.